# 文心雕龍校釋
《文心雕龍校釋》是劉永濟對《文心雕龍》的釋注、校注本，最初1948年由正中書局出版，之後於1962年由中華書局再版，計12.7萬字。

## 成書
1930年代，劉永濟在武漢大學任教時已經致力研究《文心雕龍》，並講述了《文心雕龍》的課程，在當時著有了《文心雕龍征引文錄》上下兩卷，由武漢大學內部鉛印。在40年代，他為向當時的大學生講習漢魏六朝文學，因而撰寫講義稿，即是《文心雕龍校釋》。

## 體例
在首版中，他為了講習方便而重新調換了原書次第，將《序志》重新調換至文首，接着是《文心雕龍》下篇，然後是上篇。作者指，希望讀者先明白當中的理論，然後再將當中的理論和上篇的文體論互相印正。:36在再版時，作者又將篇次重新調換至《文心雕龍》原樣。在書中他不滿足於過去學者單純是校對，箋釋的方法，在書中將於《文心雕龍》的內容每一篇都作出了解釋。
內容分「校」和「釋」兩部份，「校」以明刻本作為底本，並以嘉靖庚子汪一元本、天啟壬戌梅子庚本、以及合刻五家言本、以及其他的刻本。作者認為唐寫本和《太平御覽》所引的原文比較可靠，因此參校時以此兩本為多。「釋」方面，作者對於《文心雕龍》五十篇每一篇都有「釋義」，因為本來是課堂釋義的關係，因此作者較為重視原文的結構分析。

## 分析
張文勛指，作者的態度嚴肅認真，對於《文心雕龍》的理論有所闡發，但是盡可能避免任意發揮，指他在40年代就已經對於《文心雕龍》有深入的理解，可以「探幽發微」，已經是難能可貴。陳允峰認為，此書的優點在於析理簡明精要，善於提綱挈領，但是也有地方因此失於偏頗，而於重要術語的闡釋也有相榷之處。劉躍進針對了1962年版作出評價，認為劉永濟集合了各家之所長，「實為《文心雕龍》較為完善的注本」。而在分析方面，他指作者使用了豐富的資料以研究文體論，「彌補了《文心雕龍》文體論的不足」，並指出作者在《文心雕龍》的一些重要範疇中的獨到看法對於《文心雕龍》的研究作出了較大的貢獻。李建中指，此著深入分析了《文心雕龍》討論文章的方法，對於《文心雕龍》具體的文學原理研究較為豐富，而且對於《文心》具體針對的現實問題有很多引申和闡釋。:35-40